# Makiivka, Bilopillea
Makiivka (în ucraineană Макіївка) este un sat în comuna Obodî din raionul Bilopillea, regiunea Sumî, Ucraina.

## Demografie
Componența lingvistică a localității Makiivka
     Ucraineană (95%)
     Rusă (5%)
Conform recensământului din 2001, majoritatea populației localității Makiivka era vorbitoare de ucraineană (95%), existând în minoritate și vorbitori de rusă (5%).